# Народни музеј Краљево
Народни музеј Краљево основан je 1. маја 1950. године под називом Градски музеј Ранковићево, као музеј завичајног типа. Данашњи назив Народни музеј у Краљеву носи од 1955. године. Народни музеј Краљево је територијални музеј надлежан за градове Краљево и Нови Пазар, и општине Рашка, Врњачка Бања и Тутин. Ово је музеј комплексног типа, а његов целокупни фонд разврстан је у шест збирки: Природњачкој, Археолошкој, Нумизматичкој, Историјској, Етнолошкој и Уметничкој, око којих су формиране истоимене групе. Поред зграде на Тргу Светог Саве, у саставу Музеја је и зграда у Карађорђевој улици где се налази Легат Оливере Радојковић Чоловић.
Влада Србије је Народни музеј Краљево доделила статус Установе културе од националног значаја 2013. године.

## Историјат Музеја
Први покушај оснивања музеја у Краљеву био је у новембру 1942. године, када је са професорима Гимназије одржана конференција и формиран је Одбор за оснивање Музеја у Краљеву. Један од чланова Одбора је био и Милорад С. Јовић, који је касније постао и први директор Музеја.
Нова иницијатива је покренута у мају 1948. године, а Иницијативни одбор су чинили Никола Коча Јончић (првоборац и бивши ђак Гимназије), Реља Новаковић (директор Гимназије) и Милорад Јовић. Прва музејска изложба у Краљеву одржана је 1949. године. Ова обновљена иницијатива је уродила плодом и Градски музеј Ранковићево је основан 1. маја 1950. године. Три године касније, 1953, установа је преименована у Народни музеј Ранковићево, а 1955. године, након одлуке о враћању имена Краљево, назив установе је промењен у Народни музеј Краљево.
Музеј је првобитно био смештен у Господар Васином конаку, подигнутом 1831. године за Васу Поповића, кнеза Пожешке нахије. Нажалост, ова зграда није била погодна за чување и излагање музејских експоната. Због потребе да се изврши рестаурација Господар Васиног конака, Народни музеј Краљево је 1960. године морао да привремено обустави своју делатност.
Током шездесетих и седамдесетих година 20. века Музеј је примио већи број стручњака, што се позитивно одразило на његов рад. Године 1973. свој рад у Музеју је започео и Милорад Михаиловић, први историчар уметности. Он је покренуо Уметничко одељење, а наредне, 1974. године, и Дечији мајски салон, изложбену манифестацију која траје до данас. Осамдесетих година је покренут и часопис Наша прошлост, који након мањих прекида, Музеј издаје и данас.
Михаиловић је био директор Народног музеја Краљево од 1979. до 1995. године, у време када је проблем тражења одговарајућег простора за Музеј достигао врхунац. Музеју је првобитно 1981. године био додељен део старе зграде Основне школе „Четврти краљевачки батаљон", док је други део зграде дат Историјском архиву. Међутим, наредне године је Архиву била додељена зграда на локацији Стари аеродром, па су започете припреме на прилагођавању целокупне зграде за потребе Музеја. Одлуком Скупштине општине Краљево 1985. године Народном музеју Краљево је додељена целокупна зграда старог школског здања на Тргу Светог Саве, у коју је Музеј премештен након њене адаптације.
Прва фаза реконструкције зграде је трајала од 1991. до 1995. године, и њу су финансирали Скупштина општине Краљево и Министарство културе Републике Србије. Свечано отварање нове музејске зграде је одржано 21. марта 1995. године. Сама зграда је подигнута 1873. године и у њој су пре Музеја били смештени основна школа са општинским читаоницама (1873–1882), приватна Гимназија (1874–1875), Ратарска школа (1882–1927), Гимназија (1928–1952) и поново основна школа (1952–1976). Реконструкција музејске зграде је завршена у периоду од 2002. до 2005. године. Стална поставка у новој музејској згради свечано је отворена 15. маја 2008. године.
Музеј је 2008. године добио награду „Михајло Валтровић" Музејског друштва Србије за своју сталну поставку. Две године касније Скупштина града Краљева му је доделила Диплому заслужне организације града Краљева. Године 2013. Музеј је добио још два признања: Орден Светог Цара Константина који додељује Свети архијерејски синод Српске православне цркве, а Влада Србије му је доделила статус Установе културе од националног значаја. Национални комитет ИКОМ Србија доделио је Музеју две награде: Награду за пројекат године за изложбу „Одрастање у Краљеву у XIX и XX веку“ 2014. године и Награду „Музеј за 10“ 2018. године за програме у оквиру истоимене манифестације у претходној години.
Поред музејске зграде на Тргу Светог Саве, у надлежности Музеја је и зграда у Карађорђевој улици бр. 98, коју је Музеју даривала др Оливера Радојковић Чоловић. Након адаптирања, кућа је 2016. године отворена као легат Народног музеја Краљево.

## Музеј данас
Народни музеј Краљево је као регионални музеј надлежан за три општине: Краљево, Рашка и Врњачка Бања. Према класификацији музејских предмета спада у музеје комплексног типа и садржи шест збирки и то за:
- археологију,
- нумизматику,
- етнологију,
- историју,
- уметност,
- геологију.

Око збирки су формирана истоимена одељења, као и одељења за конзервацију, документацију, педагошко-пропагандни рад и стручну библиотеку. Музеј такође редовно организује научне скупове и округле столове, промоције књига, разговоре и радионице. Поред тога, Музеј је задужен и за објављивање научног часописа Наша прошлост, чије је публиковање обновљено 2005. године. Музеј је често домаћин гостујућим изложбама, а има остварену сарадњу са бројним научним и културним институцијама. Изложбе Народног музеја у Краљеву су више пута гостовале у Београду (у Галерији САНУ и Музеју историје Југославије), као и у другим градовима у земљи и у иностранству.

## Збирке

### Археолошка збирка
Археолошка збирка данас поседује богату колекцију са преко 2000 експоната. Збирка је формирана теренским истраживањима Археолошког одељења и та истраживања су била основни извор, осим изузетно вредног легата који је поклонила госпођа Лепосава Алексић Зарић, рођена Краљевчанка. Легат обухвата вредан материјал из хеленистичког, римског и позног средњовековног периода, као и етнолошки материјал. 
Експонати су сврстане у три основне подзбирке: праисторијску, античку и средњовековну.

#### Праисторија
У праисторијској колекцији најпотпуније су заступљени периоди неолита (локалитети Округлица у Витановцу и Црквине у Конареву, старчевачка култура, Дивље Поље у Ратини, винчанска култура) и гвозденог доба (Кованлук, старије гвоздено доба, Црквине у Конареву и Дивље Поље у Ратини, млађе гвоздено доба), затим бронзаног доба (Горело Поље у Милочају, материјал из некрополе са спаљеним покојницима). Истраживања палеолита у задње две године (локалитет Влашка Глава, Самаила, почетак средњег палеолита) уводе у збирку и најстарији материјал са овог подручја, који уједно спада и у најстарији материјал пронађен на територији Србије. Међу најзначајнијим експонатима из ове подзбирке је налаз из кнежевског гроба из села Крушевице код Рашке, из прве половине 5. века п.н.е.

#### Антика
Антички део збирке највећим делом се односи на период позне антике и репрезентује га материјал са утврђења Градиште (у селу Чукојевцу). У збирци се налази низ предмета из свакодневног живота, док предмети личне употребе и моде (фибуле, огрлице, наушнице, наруквице, украсне игле, пређице) највећим делом су пореклом са некрополе Ланиште у Корлаћу код Баљевца. У ову подзбирку спада и гема из села Врбе са представом легионарског орла.

#### Средњи век
Средњовековни период је најпре репрезентован накитом пронађеним у некрополама које је сам Музеј истраживао (Римско гробље у Ратини, Турска црква у Ласцу, Џиновско гробље у Ласцу, Пањевац у Чукојевцу, углавном из 13. века). Поред тога, подзбирку чине и средњовековни мачеви типа вуковац. Посебан значај има материјал који потиче из средњовековних ходника, пронађен током истраживања на површинском копу активног рудника Кижевак.

### Нумизматичка збирка
Нумизматичка збирка формирана је одмах по оснивању музеја 1950. године и већим делом је набављен путем поклона и откупа. Током прве деценија постојања Музеја прикупљен је материјал који потиче и ван територије коју покрива Народни музеј Краљево. Материјал који је поклоњен Музеју углавном је са подручја Краљева и представља углавном случајне налазе. Прилив материјала путем археолошких ископавања своје прве резултате има од 1971. године када је истражен локалитет Стара Павлица, са које потиче средњовековни новац. Касније је материјал прикупљен истраживањима и са других локалитета, као што су на пример антички локалитет Ланиште, локалитет Добринац-Луг, касноантички металуршки центар локалитет Зајачак, локалитет Градиште, локалитет Црквине.
Ово је најбројнија збирка Музеја, са преко 3025 предмета у инвентару и још 3455 предмета у тзв. Студијској збирци. Најобимнији део збирке чини модерни новац аустријског, немачко и турског порекла, а пре свега српски новац из 19. и 20. века. Нумизматичко одељење нема обимну изложбену делатност с обзиром да је оно најмлађе одељење Музеја и да је рад кустоса првенствено усмерен ка обради обимног материјала.

### Етнолошка збирка
Етнолошка збирка је основана 1950. године. Поред предмета који потичу из Краљева и његове непосредне околина, у састав ове збирке улазе и предмети са Косова и Метохије, Црне Горе и Северне Македоније. Политичке прилике са краја претходног столећа учиниле су да многе расељене породице нађу нови дом у Краљеву. Ове породице су неке од својих предмета, који су припадали њиховим прецима, поклониле Музеју.
Етнолошку збирку чини преко 2400 инвентарисаних и обрађених предмета. Према функцији и врсти материјала од ког су предмети израђени формиране су следеће збирке: збирка предмета који се односе на пољопривреду и сточарство, лов и риболов, збирка алата старих заната – ковачког, опанчарског, воскарско – лицидерског, кројачког, збирка алата за прераду вуне, конопље и лана, збирка свећњака и лампи, збирка металног, дрвеног, текстилног и керамичког покућства, збирка сеоске и градске ношње, збирка ћилима, збирка накита, збирка музичких инструмената, збирка сеоског и градског намештаја.

### Историјска збирка
Историјска збирка садржи бројна значајна сведочанства о прошлости овог краја и подељена је на неколико подзбирки. Историјска збирка има укупно преко 3000 разнородних експоната уз, још око 3000 предмета, који се воде као студијски материјал. Збирка је систематизована у оквиру две хронолошки целине: прва се односи на период од краја средњег века до 1918. године, а друга, од наведене године, обухвата историју Југославије и савремену историју. Најразноврснију подзбирку чине Архивалије, односно документи настали у различитим периодима историје Краљева. Остале подзбирке су:
- Збирка фотографија и разгледница,
- Збирка оружја и војне опреме,
- Збирка ордења, медаља и плакета
- Збирка застава
- Збирка карата, атласа и планова
- Збирка привредно-техничког материјала фабричке производње
- Збирка реалија и меморијалних предмета
- Збирка плаката и летака
- Збирка старих и ретких књига
- Збирка предмета стрељаних талаца у Лагеру октобра 1941.[11][12]

### Уметничка збирка
Уметничка збирка обухвата преко 1200 предмета. Прикупљање материјала за ову збирку почело је одмах након оснивања Музеја. Збирка се увећавала највише захваљујући поклонима Народног музеја у Београду, Савета за просвету и културу НР Србије и других установа. Формирању збирке допринели су и сликари Владислав Маржик и Чеда Павловић. Музеј је континуираним откупом откупом 1954. године дошао у посед 24 иконе пореклом са Косова и Метохије, Северне Македоније и Јужне Србије, које чине Збирку икона 18. и 19. века. Током шездесетих година велика пажња је била посвећена прикупљању копија фресака из српских средњовековних манастира.
За даље организовање и уређење ове збирке кључна је била 1973. година, када је њен кустос постао Милорад Михаиловић, први професионални историчар уметности. Збирка тада добија нову инвентарну књигу и картотеку, каталошка издања и организовану изложбену делатност. Активно су прикупљана дела савремене српске уметности, као и завичајних уметника. Важну улогу у прикупљању ове дела за Уметничку збирку су одиграли и појединачни донатори, укључујући и саме ауторе. Године 2006. Уметничка збирка је подељена на две целине: прву чине дела настала пре 1960. године, а другу дела настала након ове године. Уметничка збирка такође чува и дечије радове настале током скоро пола века постојања манифестације Дечији мајски ликовни салон.
Неки од уметника чија се дела чувају у овој збирци су: Паја Јовановић, Урош Предић, Иван Радовић, Зора Петровић, Бета Вукановић, Милан Миловановић, Ристо Стијовић, Анте Абрамовић, Миодраг Б. Протић, Ксенија Дивјак, Марио Маскарели, Мића Поповић, Момо Капор, Даница Антић и многи други. Збирка такође садржи дела локалних уметника попут: Милана Ђокића, Милорада Маравића, Бранислава Милашиновића, Павла Поповића, Ђорђа Симића и других.

### Природњачка збирка
Природњачка збирка је формално основана 2015. године. Део материјала је још 1950. године прикупио први директор Музеја Милорад С. Јовић. Предмети су подељени на 3 подзбирке: палеонтолошки део, збирку стена и минерала и антрополошки део. Палеонтолошки део обухвата фосилизоване остатке, претежно неогених и квартарних кичмењака и бескичмењака, пореклом из Србије. Збирка стена и минерала садржи примерке који илуструју геолошку разноврсност овог подручја. У антрополошком делу се налази људски скелетни материјал пореклом са праисторијских (Горело поље у Милочају), античких (Ланиште код Баљевца) и средњовековних (Пањевац у Чукојевцу, Турска црква у селу Горњи Лазац, Паклење код Баљевца) археолошких локалитета, које је истраживало Археолошко одељење Народног музеја Краљево.

## Директори
- Милорад С. Јовић (1950–1965)
- Мирослав Стаменовић (1965–1979)
- Милорад Михаиловић (1979–1995)
- Драган Драшковић (1995–2017)
- Дарко Гучанин (2018–)[17]

## Галерија
- Витрине са женским костимом током 19. века, Сала за етнологију
- Радна соба са краја 19. и почетка 20. века, Сала за етнологију
- Салон са почетка 20. века, Сала за етнологију
- Централна витрина у Сали за друштвену историју
- Винчанска фигурина у Сали за археологију
- Меморијална соба за жртве стрељања у Краљеву
- Десни зид Сале за археологију
- Централни зид Сале за археологију
- Витрина са личним документима у Меморијалној соби за жртве стрељања у Краљеву
- Сала за ратну историју